# Evelin Samuel

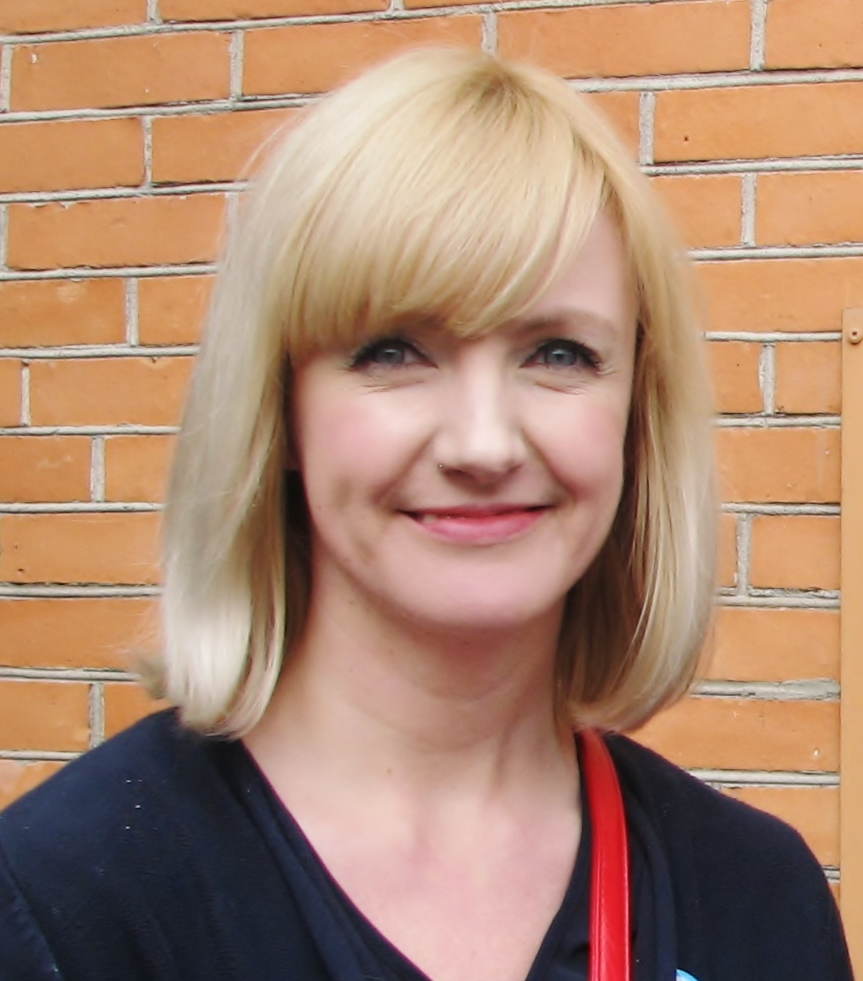
Evelin Samuel

Evelin Samuel (* 13. Mai 1975 in Tallinn, Estnische SSR) ist eine estnische Jazz- und Musical-Sängerin.

## Sängerin
Evelin Samuel ist eine der bekanntesten Sängerinnen Estlands. Sie begann ihre Musikerkarriere 1992 mit irischer Folkmusik, akustischer Gitarre und Geige. Evelin Samuel gewann 1993 den baltischen Sängerwettbewerb Via Baltica und 1994 den estnischen Wettbewerb Uus viis. Fünf Jahre lang war sie Mitglied der Band Easy Living. 2002 gab sie ihr bislang einziges Album, Over the Water Blue, heraus.
Evelin Samuel ist auch als Musicalstar bekannt. Ihre größten Erfolge feierte sie mit Jesus Christ Superstar (1992), Oliver! (2003) und Miss Saigon (2004/2005).

## Eurovision Song Contest
Evelin Samuel vertrat Estland 1999 beim Eurovision Song Contest in Jerusalem. Sie trat dort zusammen mit der jungen Geigerin Camille (bürgerlicher Name: Imbi-Camille Rätsep) auf. Mit dem Lied Diamond of Night erreichte sie 90 Punkte und belegte den sechsten Platz. Es war der erste estnische Eurovisionsbeitrag, der nicht in estnischer Sprache gesungen wurde.

## Privatleben
Evelin Samuel lebt mit dem Wirtschaftsjournalisten Raimo Ülavere zusammen. Gemeinsam hat das Paar einen Sohn. (* 2006).